# Ageratina riparia
Ageratina riparia é uma espécie de planta com flor pertencente à família Asteraceae. 
A autoridade científica da espécie é (Regel) R.M.King & H.Rob., tendo sido publicada em Phytologia 19(4): 216. 1970.

## Portugal
Trata-se de uma espécie presente no território português, nomeadamente no Arquipélago da Madeira.
Em termos de naturalidade é introduzida na região atrás indicada.

## Protecção
Não se encontra protegida por legislação portuguesa ou da Comunidade Europeia.